# Le Guide du zizi sexuel
Le Guide du zizi sexuel est un livre écrit par Hélène Bruller et dessiné par Zep, hors-série de la bande-dessinée Titeuf. Il s’agit d’un guide qui a pour but de répondre aux questions des 9-13 ans concernant la sexualité,. Originellement sorti en 2001, une nouvelle édition revue et augmentée est publiée en 2020.

## Exposition
De cet album a été déclinée une exposition à destination des adolescents, présentée en 2007 et en 2014 à la Cité des sciences et de l'industrie à Paris, faisant chaque fois l'objet d'une polémique.

## Infox au Brésil
Durant sa campagne à l'élection présidentielle brésilienne de 2018 qu'il a ensuite gagnée, le candidat d'extrême droite Jair Bolsonaro relaye une infox qui accusait l'ouvrage de faire partie d'un « kit gay » distribué dans les écoles, et de pervertir la jeunesse brésilienne.